# Montanaire
Montanaire ist eine politische Gemeinde im Distrikt Gros-de-Vaud des Kantons Waadt in der Schweiz.

## Name
Der Name Montanaire leitet sich von einem kleinen Weiler zwischen Saint-Cierges und Thierrens ab und bedeutet so viel wie Hügel oder kleiner Berg.

## Geographie
Die Gemeinde Montanaire liegt östlich des Waadtländer Flusses Mentue im nordöstlichen Teil des Bezirks Gros-de-Vaud. Die verschiedenen Ortschaften sind über die Hügellandschaft beidseits der Wasserscheide zwischen den Flussgebieten der Mentue und der Broye verstreut. In der Mitte liegt das grosse Waldgebiet Les Bourlayes, in dem die Anhöhe des Bois Savary mit 860 m ü. M. den höchsten Punkt im Gemeindegebiet bildet. Ringsum fliessen mehrere Bäche von den Hügeln in die Flusstäler hinunter: Der Oulaire und der Lombrax münden in die Mentue, die Mérine, die Cerjaule und der Lembaz in die Broye.
Durch das Gebiet verlaufen bedeutende Durchgangsstrassen. Die Hauptstrasse 150 und die Hauptstrasse 151 kreuzen sich in Thierrens.
Die Nachbargemeinden von Montanaire sind Boulens, Jorat-Menthue, Montilliez und Ogens im Bezirk Gros-de-Vaud, Bussy-sur-Moudon, Lucens, Moudon, Valbroye und Villars-le-Comte im Bezirk Broye-Vully, Bioley-Magnoux, Démoret sowie Donneloye im Bezirk Jura-Nord vaudois im Kanton Waadt und die Freiburger Gemeinden Estavayer und Prévondavaux.

## Geschichte
Am 1. Januar 2013 fusionierten die politischen Gemeinden Chanéaz, Chapelle-sur-Moudon, Correvon, Denezy, Martherenges, Neyruz-sur-Moudon, Peyres-Possens, Saint-Cierges und Thierrens. Am 6. September 2011 wurde der Fusionsvertrag von den neun Gemeindevertretungen genehmigt, und am 29. Januar 2012 entschieden sich die Stimmbürger für den Zusammenschluss. Sitz der Gemeindeverwaltung ist Thierrens.